# Allenjoie

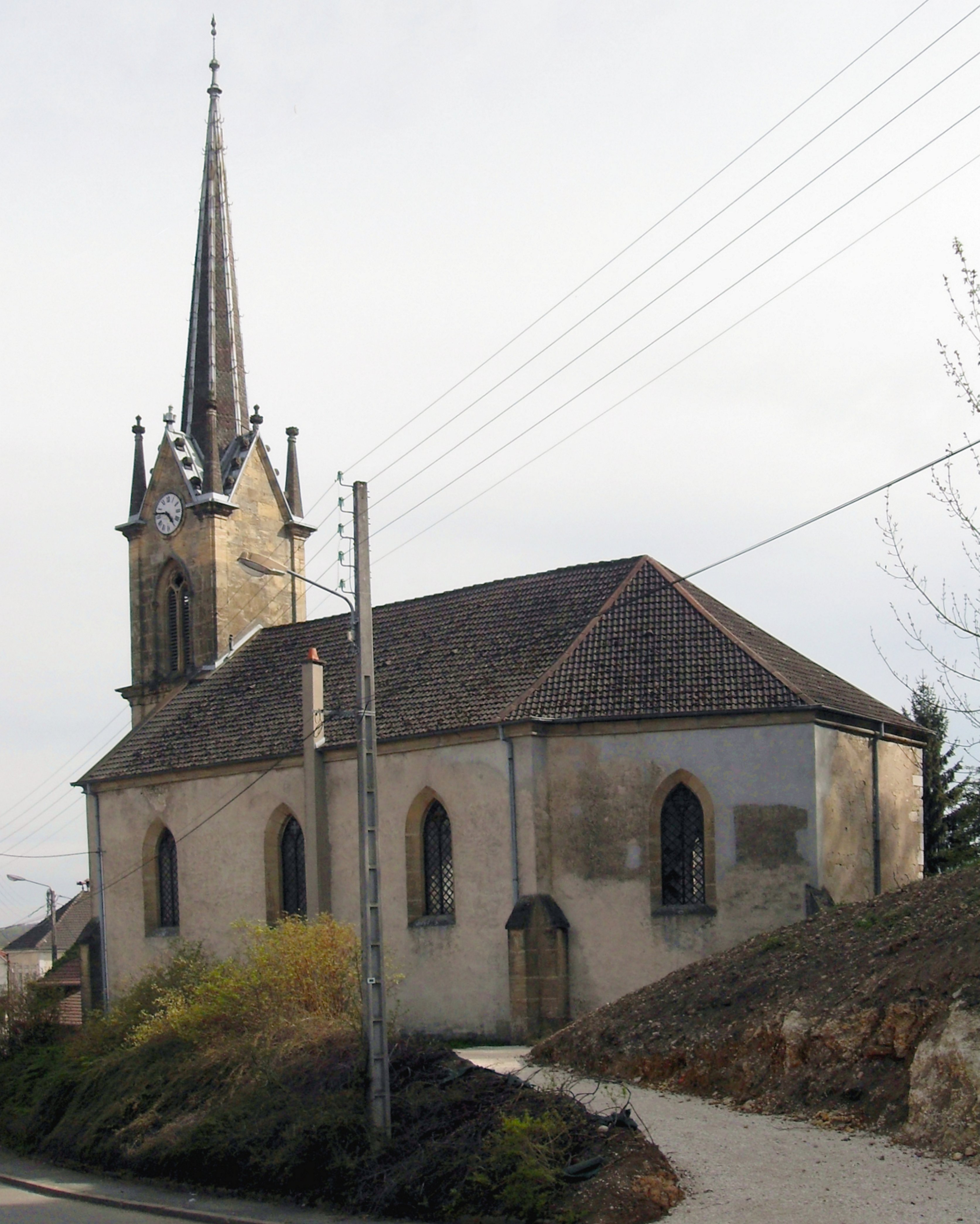
Lutherische Kirche

Allenjoie ist eine französische Gemeinde mit 735 Einwohnern (Stand: 1. Januar 2022) im Département Doubs in der Region Bourgogne-Franche-Comté. Sie gehört zum Gemeindeverband Pays de Montbéliard Agglomération.

## Geographie
Allenjoie liegt auf 330 m Meereshöhe, etwa acht Kilometer ostnordöstlich der Stadt Montbéliard (Luftlinie). Das Dorf erstreckt sich im Osten des Beckens von Montbéliard, in einer Mulde am nördlichen Talrand des Allan, gegenüber von Fesches-le-Châtel, am Südfuß der Höhen des Grand Bois.
Die Fläche des 6,56 km² großen Gemeindegebiets umfasst einen Abschnitt der leicht gewellten Landschaft im Bereich der Burgundischen Pforte (Trouée de Belfort). Der südliche Teil des Gebietes wird von der ungefähr ein Kilometer breiten Talebene des Allan eingenommen, die durchschnittlich auf 325 m liegt. Mit einem großen Bogen fließt der Allan durch diese Talaue, die überwiegend landwirtschaftlich genutzt wird, und bildet dabei die östliche und südliche Grenze. Im Tal befindet sich auch die Wasserstraße des Rhein-Rhône-Kanals. Vom Talboden erstreckt sich das Gemeindeareal nordwärts über einen rund 30 m hohen Hang bis auf die angrenzende Kalkhochfläche (380 m). Diese wird durch verschiedene Trockentäler untergliedert: Combe de Bois, Combe de Baume und Combe Claude. Der nördliche Teil dieses Plateaus ist vom ausgedehnten Waldgebiet des Grand Bois bedeckt, in dem mit 417 m die höchste Erhebung von Allenjoie erreicht wird.
Nachbargemeinden von Allenjoie sind Dambenois und Bourogne im Norden, Méziré im Osten, Fesches-le-Châtel und Étupes im Süden sowie Brognard im Westen.

## Geschichte
Verschiedene Funde weisen darauf hin, dass das Gemeindegebiet von Allenjoie bereits in der Merowingerzeit besiedelt war. Seit dem Mittelalter gehörte Allenjoie zum Herrschaftsgebiet der Grafen von Montbéliard. Mit der Annexion der Grafschaft Württemberg-Mömpelgard (Montbéliard) gelangte das Dorf 1793 endgültig in französische Hand.

## Bevölkerung
Mit 735 Einwohnern (Stand 1. Januar 2022) gehört Allenjoie zu den kleinen Gemeinden des Départements Doubs. Nachdem die Einwohnerzahl in der ersten Hälfte des 20. Jahrhunderts abgenommen hatte (1906 wurden noch 504 Personen gezählt), wurde von 1960 bis 1975 ein markantes Bevölkerungswachstum verzeichnet. Danach wurde bis 1990 ein Rückgang um 12 % registriert, bevor wieder eine Bevölkerungszunahme einsetzte.
| Jahr                       | 1962 | 1968 | 1975 | 1982 | 1990 | 1999 | 2009 | 2020 |
| -------------------------- | ---- | ---- | ---- | ---- | ---- | ---- | ---- | ---- |
| Einwohner                  | 390  | 461  | 661  | 649  | 578  | 583  | 739  | 741  |
| Quellen: Cassini und INSEE |      |      |      |      |      |      |      |      |

## Sehenswürdigkeiten
Die lutherische Kirche (Temple luthérien) von Allenjoie wurde von 1859 bis 1860 nach Plänen Jean Frédéric Fallots errichtet. Ebenfalls sehenswert ist der Dorfbrunnen (Fontaine des Sirènes) aus der Mitte des 19. Jahrhunderts.

## Wirtschaft und Infrastruktur
Allenjoie war bis weit ins 20. Jahrhundert hinein ein vorwiegend durch die Landwirtschaft (Ackerbau, Obstbau und Viehzucht) und die Forstwirtschaft geprägtes Dorf. Daneben gibt es heute einige Betriebe des lokalen Kleingewerbes. Mittlerweile hat sich das Dorf auch zu einer Wohngemeinde gewandelt. Viele Erwerbstätige sind deshalb Wegpendler, die in der Agglomeration Montbéliard ihrer Arbeit nachgehen.
Die Ortschaft liegt abseits der größeren Durchgangsstraßen an einer Departementsstraße, die von Fesches-le-Châtel nach Dambenois führt. Der nächste Anschluss an die Autobahn A36 befindet sich in einer Entfernung von ungefähr vier Kilometern. Eine weitere Straßenverbindung besteht mit Brognard.

## Persönlichkeiten
- Pierre-Henri Hugoniot (1851–1887), Mathematiker und Physiker